# ステファン・コンスタンティン (セルビア王)
ステファン・コンスタンティン（セルビア語: Стефан Константин、Stefan Konstantin、1282年もしくは1283年 - 1322年）は、セルビア王国の王（在位：1321年 - 1322年）。
王子時代はゼタ、フム（Zachlumia）、トラヴニア（Travunia）を領地として与えられた。異母兄弟のステファン・ウロシュ3世デチャンスキとセルビア王位を争い、彼に敗れて殺害された。

## 略歴
ステファン・ウロシュ2世ミルティンとアンゲロス家の王女の子として生まれる。
1316年に叔父のステファン・ドラグティンが没すると、若王の称号とゼタを与えられる。父ウロシュ2世は生前に後継者を定めておらず、ウロシュ2世の没時に王位継承権は宙吊りの状態になっていた。彼はセルビアに内戦を起こすことを企てるブルガリアによって王に擁立された。
王位の競争相手である、コンスタンティノープルより帰国したステファン・ウロシュ3世に敗れて殺害され、最終的に他の王位請求者に打ち克ったウロシュ3世がセルビア王位に就いた。